# برترایت اسرائیل
تاگلیت-برترایت اسرائیل (عبری: תגלית‎) یک سازمان آموزشی غیرانتفاعی است که از سفرهای رایگان میراثی ده روزه به اسرائیل، اورشلیم و بلندی‌های جولان برای جوانان بزرگسال دارای نسب یهودی، ۱۸ تا ۳۲ ساله حمایت مالی می‌کند.
تاگلیتکلمه عبری برای «کشف» است. در طول این سفرها، شرکت کنندگان، که بیشتر آنها برای اولین بار به اسرائیل می‌روند، تشویق می‌شوند معنای جدیدی در هویت یهودی شخصی خود و ارتباط آنها با تاریخ و فرهنگ یهود کشف کنند.
از زمان آغاز سفرها در زمستان ۱۹۹۹، بیش از ۷۵۰٬۰۰۰ جوان از ۶۸ کشور در این برنامه شرکت کرده‌اند. حدود ۷۵٪ شرکت کنندگان از ایالات متحده و کانادا هستند. سالانه نزدیک به ۴۸۰۰۰ شرکت کننده در سفرها شرکت کرده‌اند.

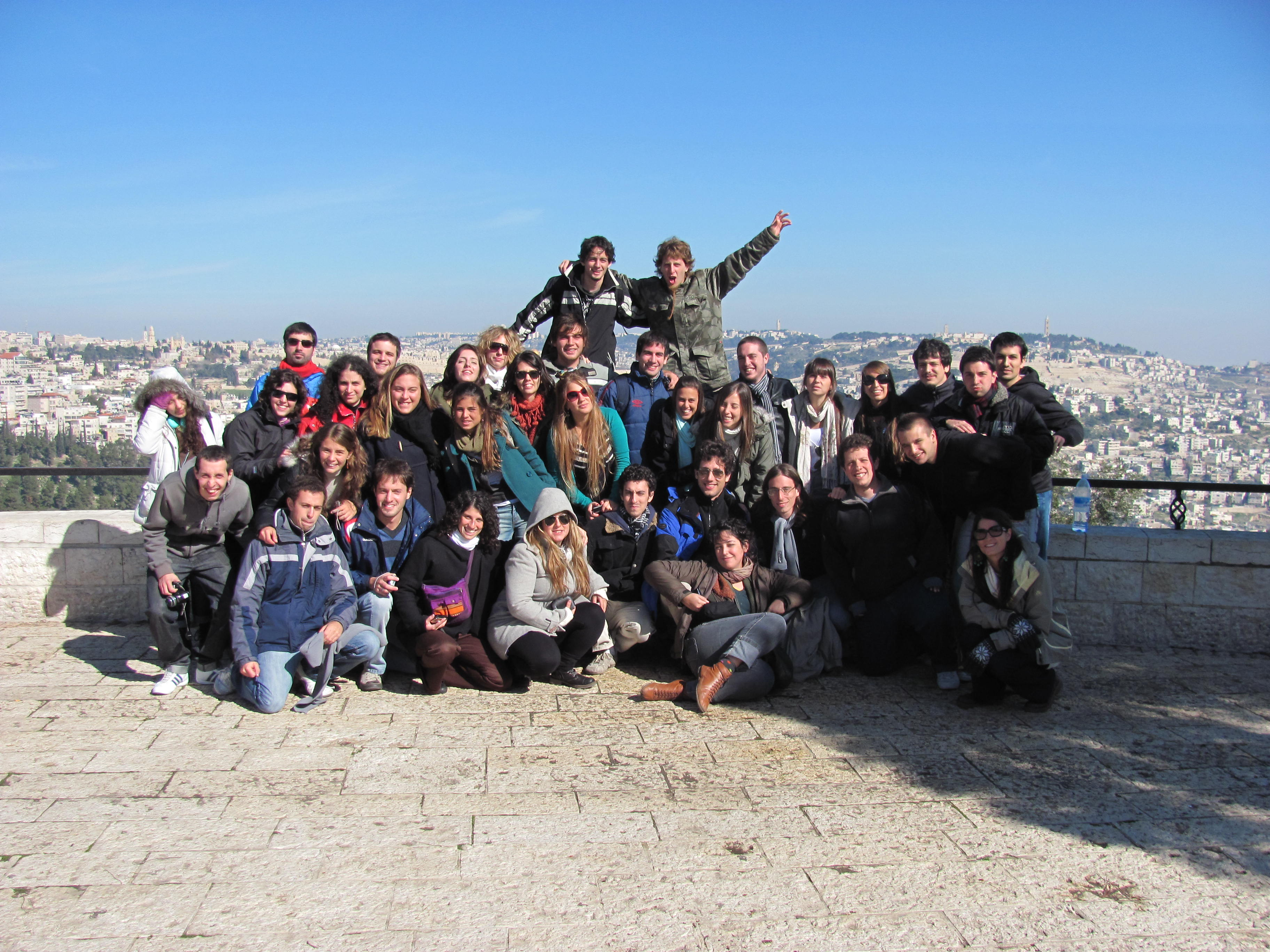
هیئت تاگلیت، زمستان ۲۰۱۲

## شرایط
افراد واجد شرایط کسانی هستند که حداقل یکی از والدین شان نسب یهودی شناخته شده داشته باشند یا از طریق یک جنبش به رسمیت شناخته شده یهودی به یهودیت گرویده باشند و از مذهب دیگری فعالانه پیروی نکنند. آنها همچنین باید بین ۱۸ تا ۳۲ سال سن داشته باشند، دوره دبیرستان را به پایان رسانده باشند، بعد از ۱۸ سالگی در یک سفر آموزشی یا برنامه تحصیلی برای همسالان به اسرائیل سفر نکرده باشند، و بعد از ۱۲ سالگی بیش از ۳–۴ ماه در اسرائیل زندگی نکرده باشند. سفرهای برترایت اسرائیل شامل هزینه بلیط هواپیما از شهرهای بزرگ، هتل‌ها، بیشتر وعده‌های غذایی، کلیه حمل و نقل‌ها در داخل اسرائیل و هزینه‌های مربوط به تور کشور در این سفر ده روزه است. ۲۵۰ دلار ودیعه الزامی است که پس از بازگشت از سفر بازپرداخت می‌شود. هزینه بلیط هواپیما یا حمل و نقل از خانه یک شرکت کننده به شهر مبدأ شامل نمی‌شود، اگرچه سفرها از چندین شهر انجام می‌شود.